# Incendio en la fábrica Triangle Shirtwaist de Nueva York
El incendio de la fábrica de confección de camisas Triangle Waist Co.  de Nueva York el 25 de marzo de 1911 fue el desastre industrial con más víctimas mortales en la historia de la ciudad de Nueva York y el cuarto en el número de muertes de un siniestro industrial en la historia de los Estados Unidos. El fuego causó la muerte de 146 personas: 123 trabajadoras y 23 trabajadores varones, dejando otras 78 heridas. La mayoría de las víctimas eran mujeres jóvenes inmigrantes de Europa del Este, judías en su mayoría, y de Italia de entre catorce y veintitrés años de edad. La víctima de más edad tenía 48 años y la más joven, 14 años.
El incendio comenzó a las 16:40 de la tarde y acabó produciendo la muerte de 146 personas, sobre todo mujeres, y setenta y un heridos. La mayoría de las trabajadoras fallecidas eran mujeres recién emigradas de Europa del Este e Italia, de entre catorce y veintitrés años de edad.

## Causas y consecuencias
La fábrica ocupaba los pisos 8.º, 9.º, y 10.º de un edificio situado en la esquina noroeste de Greene Street con Washington Place, justo al este del Washington Square Park, en Greenwich Village. La fábrica era propiedad de Max Blanck e Isaac Harris, ambos inmigrantes judíos, y producía camisas de hombre. Normalmente empleaba a 500 obreros, mayormente mujeres jóvenes inmigrantes, con un horario de nueve horas diarias más siete los sábados, que ganaban, por 52 horas de trabajo a la semana, entre 7 y 12 dólares. Esto equivalía, en precios de 2014, a entre 166 y 285 dólares la semana, o a entre 3,20 y 5,50 dólares la hora.

## Sucesos
La tragedia se debió a la imposibilidad de salir del edificio en llamas puesto que los responsables de la fábrica de camisas habían cerrado todas las puertas de las escaleras, para evitar los robos que eran habituales en la zona. Según un informe del Jefe de Bomberos, el incendio pudo provocarse por una colilla mal apagada tirada en un cubo lleno de restos de tela que no se había vaciado en dos meses. Un artículo del New York Times sugería que podía haberse originado en el motor de una máquina de coser. Muchas de las trabajadoras, al no poder escapar del edificio en llamas, saltaron desde los pisos octavo, noveno y décimo a la calle[cita requerida]. 
Aunque las primeras referencias del número de muertos oscilaron entre 141 y 148, casi todas las referencias modernas coinciden en que 146 personas murieron como resultado del incendio: 123 mujeres y 23 hombres. La mayoría de las víctimas murieron de quemaduras, asfixia, lesiones por impacto contundente o una combinación de los tres. 
La primera persona en saltar fue un hombre, y se vio a otro besándose con una mujer joven en la ventana, antes de que ambos saltaran a la muerte.
Los cadáveres de las víctimas fueron llevados al Charities Pier (también llamado Misery Lane), ubicado en la calle 26 y el East River, para ser identificados por amigos y parientes. Las víctimas fueron enterradas en dieciséis cementerios diferentes. Veintidós víctimas del incendio fueron enterradas por la Hebrew Free Burial Association en una sección especial en el Mount Richmond Cemetery. En algunos casos, sus lápidas se refieren al fuego. Seis víctimas permanecieron sin identificar hasta que Michael Hirsch, un historiador, completó cuatro años de investigación de artículos de periódicos y otras fuentes de personas desaparecidas y pudo identificar a cada uno de ellos por su nombre. Esas seis víctimas fueron enterradas juntas en el Cementerio de los árboles de hoja perenne en Brooklyn. Originalmente enterrados en otro lugar en los terrenos, sus restos ahora se encuentran debajo de un monumento a la tragedia, una gran losa de mármol con una mujer arrodillada. 
El desastre en la fábrica textil Triangle Shirtwaist obligó a importantes cambios legislativos en las normas de seguridad y salud laborales e industriales y fue el detonante de la creación del importante Sindicato internacional de mujeres trabajadoras textiles (International Ladies' Garment Workers' Union) que lucharía por mejorar las paupérrimas condiciones laborales de esos tiempos.
El 25 de marzo de 2011 hubo diversos pronunciamientos por el centenario del incendio y su relación con el Día Internacional de la Mujer.